# Takayuki Nishigaya
Takayuki Nishigaya (西ヶ谷 隆之, Nishigaya Takayuki) est un footballeur japonais né le 12 mai 1973 à Shizuoka.